# Eduard Georg von Wahl
Eduard Georg von Wahl (Vatla, 3 marzo 1833 – Tartu, 29 gennaio 1890) è stato un chirurgo tedesco.

## Biografia
Nacque a Vatla (Wattel), Parrocchia di Karuse (ora nella parrocchia di Hanila), nella contea di Läänemaa nell'Estonia occidentale. Nel 1859 conseguì il dottorato presso l'Università di Dorpat, dove fu allievo di Friedrich Bidder (1810-1894) e Hermann Guido von Samson-Himmelstjerna (1809-1868). Continuò la sua formazione a Berlino e Parigi e nel 1860 si trasferì a San Pietroburgo, dove aperì uno studio medico privato e  lavorò come chirurgo ospedaliero. Dal 1867 fu capo chirurgo dell'ospedale pediatrico di Prinz Peter von Oldenburg. Nel 1878 divenne professore di chirurgia presso Dorpat, dove ricoprì il ruolo di rettore universitario dal 1881 al 1885.
Oltre alle sue mansioni chirurgiche, era in prima linea nella lotta contro la lebbra, la malattia mentale e le malattie sessualmente trasmissibili dal punto di vista medico.

## Opere
- Ueber Fracturen der Schädelbasis, in Richard von Volkmann, Sammlung Klinischer Vorträge, Nr. 228, (1883)
- Krankheiten der Knochen und Gelenke, in Carl Gerhardt Handbuch der Kinderkrankheiten, VI. Bd. 2. Abth. S. 396. 2).